# Zaifeng
Zaifeng (12 de fevereiro de 1883 – 3 de fevereiro de 1951), também conhecido como Tsai Feng, Príncipe de Ch'ün,  formalmente conhecido pelo título de Príncipe Chun, foi um príncipe Manchu e regente do final da Dinastia Qing. Ele era filho de Yixuan, o sétimo filho do Imperador Daoguang, e pai de Pu Yi, o Último Imperador. Ele serviu como príncipe regente de 1908 a 1911 durante o reinado de seu filho, até que a Dinastia Qing foi derrubada pela Revolução Xinhai em 1911.

## Biografia
Zaifeng nasceu em 12 de fevereiro do 9º ano do Imperador Guangxu no clã Aisin Gioro como o quinto filho de Yixuan (Príncipe Chun). Ele foi o segundo filho do Príncipe Chun que conseguiu sobreviver até a idade adulta. Sua mãe era Liugiya Cuiyan, que era empregada doméstica na residência do príncipe Chun antes de se tornar uma das concubinas do príncipe. Nascida em uma família de vassalos Han, seu nome de família era "Liu" (劉), mas mais tarde foi mudado para "Liugiya" (劉佳), que soava Manchu, depois que ela se casou com o Príncipe Chun e foi transferida para um Estandarte Manchu. 
Em 1875, após a morte do Imperador Tongzhi, sem filhos, o meio-irmão mais velho de Zaifeng, Zaitian, foi selecionado pelas imperatrizes viúvas Cixi e Ci'an para ser o novo imperador. Zaitian foi "adotado" pelas imperatrizes viúvas como filho deles, o que significava que ele não era mais nominalmente filho do príncipe Chun. Ele foi então entronizado como Imperador Guangxu. O príncipe Chun, como pai biológico do imperador reinante, recebeu os mais altos elogios, bem como uma posição elevada na corte imperial. Além disso, ele também tinha um relacionamento próximo com a imperatriz viúva Cixi, e sua consorte principal, Yehenara Wanzhen, era uma das irmãs de Cixi. Em janeiro de 1891, após a morte do Príncipe Chun, Zaifeng, de oito anos, herdou imediatamente o título principesco de seu pai e tornou-se o segundo Príncipe Chun. 
Em 1900, durante a Rebelião dos Boxers, quando os exércitos da Aliança das Oito Nações ocuparam Pequim, a noiva do Príncipe Chun teria cometido suicídio para evitar ser estuprada e humilhada pelos invasores estrangeiros. 

## Vida no governo
Por volta do final de fevereiro ou início de março de 1901, o príncipe Chun foi nomeado inspetor do exército pela corte imperial Qing, que se mudou para Xi'an após evacuar Pequim. Em junho de 1901, por insistência das potências estrangeiras, o príncipe Chun, de 18 anos, foi nomeado Embaixador Especial para apresentar pesares em nome do governo Qing à Alemanha pelo assassinato do diplomata alemão Barão von Ketteler. Em julho, o Príncipe Chun partiu para a Alemanha por mar e encontrou-se com o Kaiser Guilherme II em Potsdam em setembro.  Embora inicialmente planejasse fazer uma turnê pela Europa e visitar a Bélgica e Londres, ele teve que cancelar seus planos e retornar à China prematuramente por causa de problemas de saúde da Imperatriz Viúva Cixi.
A Imperatriz Viúva Cixi ficou satisfeita com a forma como o Príncipe Chun executou sua missão diplomática na Alemanha. Ele supostamente se recusou a se ajoelhar diante do Kaiser mesmo quando os alemães insistiram; o desprezo diplomático foi perdoado graças às habilidades de negociação de seu conselheiro, Liang Cheng.  Na China, porém, era obrigatório que os embaixadores estrangeiros se ajoelhassem diante do imperador. Devido ao seu sucesso, o Príncipe Chun recebeu posteriormente várias nomeações importantes nos anos seguintes. Ao mesmo tempo, Cixi passou a desconfiar do Príncipe Chun porque este era o favorito das potências estrangeiras. Na verdade, uma das razões pelas quais o Príncipe Chun assumiu tantos cargos importantes na corte imperial depois de 1901 foi o facto de ser um protegido das potências estrangeiras, o que Cixi teve o cuidado de não desagradar. No entanto, ela estava mais decidida do que nunca em impedir qualquer desafio ao seu poder e, portanto, o Príncipe Chun claramente representava um problema para ela. Cixi viu uma oportunidade em 1902, no retorno do príncipe Chun da Alemanha – ela ordenou que ele se casasse com Youlan, filha de Ronglu, um político conservador da corte imperial e um firme defensor de Cixi. O Príncipe Chun odiava Ronglu porque este último desempenhou um papel de liderança no fim da Reforma dos Cem Dias em 1898 e no subsequente internamento do Imperador Guangxu. No entanto, ele ainda concordou em se casar com a filha de Ronglu porque considerou imprudente se opor a Cixi. O casamento entre o Príncipe Chun e Youlan foi infeliz. Com o Príncipe Chun agora firmemente ligado a ela, Cixi não o via mais como uma ameaça. Quando o primeiro filho do príncipe Chun e Youlan, Pu Yi, nasceu em 1906, Puyi tornou-se um provável herdeiro do trono. O príncipe Chun e Youlan tiveram outro filho, Pujie, e três filhas – Yunying, Yunhe e Yunying. 

## Regência
O Imperador Guangxu morreu em 14 de novembro de 1908. No mesmo dia, a Imperatriz Viúva Cixi  emitiu um édito imperial proclamando o filho mais velho do príncipe Chun, Pu Yi, como sucessor. Puyi foi "adotado" como filho do imperador Guangxu; como o imperador Guangxu antes dele, ele não era mais nominalmente filho de seu pai biológico. O Príncipe Chun foi nomeado Príncipe-Regente para auxiliar o novo imperador. Cixi morreu no dia seguinte, encerrando seu controle de 47 anos sobre a China, enquanto o príncipe Chun governou como regente pelos três anos seguintes. A primeira preocupação do Príncipe Chun foi punir o general do Exército de Beiyang, Yuan Shikai, que traiu o Imperador Guangxu e apoiou Ronglu no fim da Reforma dos Cem Dias em 1898. O príncipe Chun foi impedido de executar seu plano de assassinar Yuan Shikai, mas conseguiu demitir Yuan do cargo e mandá-lo para casa em Henan com a desculpa de "curar sua doença no pé". 

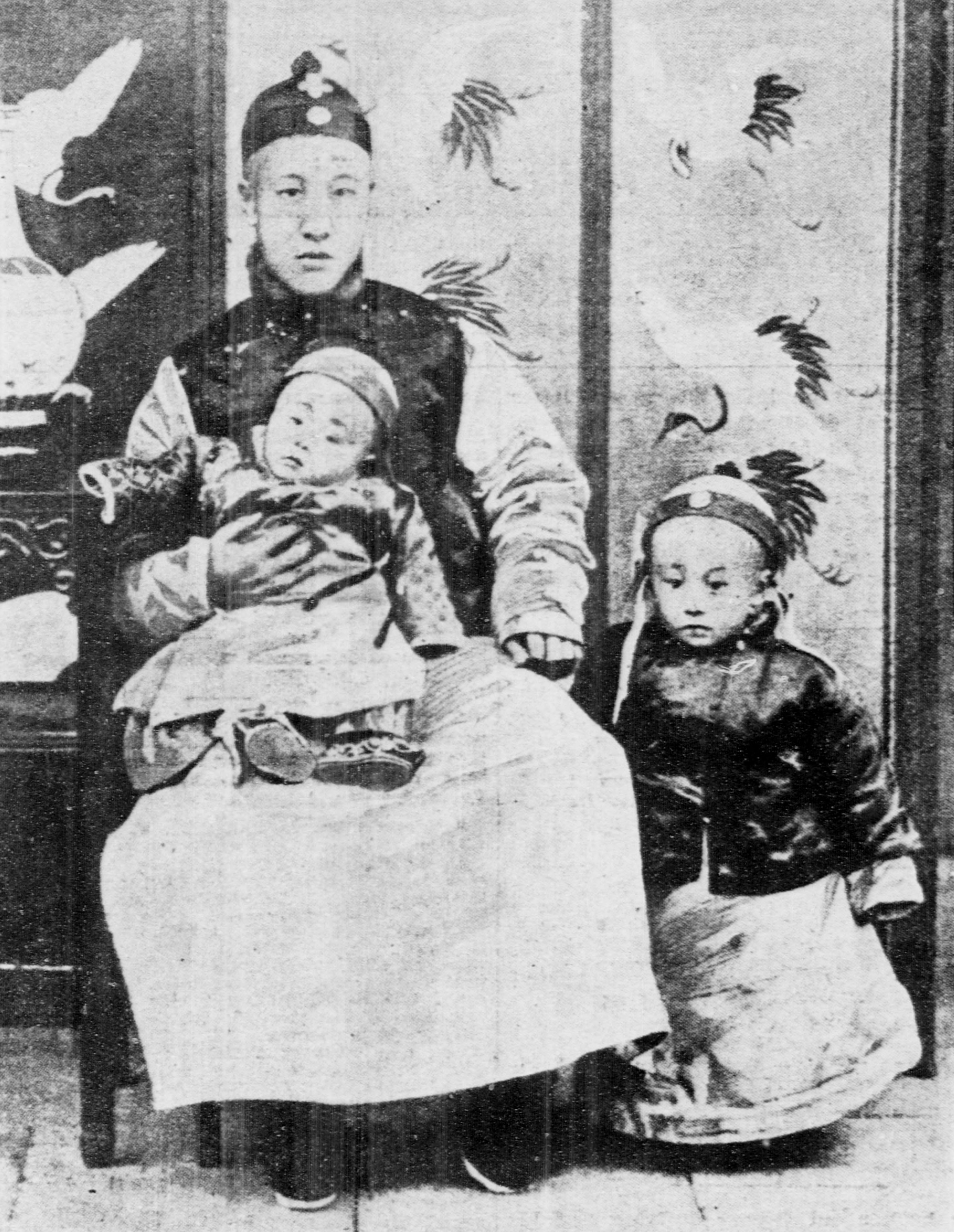
Pu Yi, Imperador da China (em pé); seu pai, o príncipe Chun, regente e controlador da nação, e seu irmão mais novo, Pujie, em 1909

Nos três anos seguintes, de 1909 a 1911, o Príncipe Chun realizou as reformas econômicas e políticas que foram iniciadas após o fim da Rebelião Boxer em 1901, mas ele ficou dividido entre os conservadores (principalmente funcionários manchus) e os reformistas (principalmente funcionários chineses han ) facções da corte imperial. O inexperiente Príncipe Chun concentrou mais poder nas mãos de um pequeno tribunal que irritou os burocratas nos níveis mais baixos. Ele prometeu uma constituição até 1916 com etapas preparatórias intermediárias. A partir de 5 de fevereiro de 1909, a China realizou sua primeira assembleia provincial e eleições para o conselho local (uma eleição para o conselho foi realizada em Tianjin já em 1907). 21 assembleias provinciais tomaram posse no dia 14 de outubro. A grande maioria eleita eram monarquistas constitucionais com alguns cripto-revolucionários e transformaram as assembleias em focos de dissidência. Alarmada, a Assembleia Nacional, que se reuniu em Pequim em 3 de Outubro de 1910, teve metade dos seus 200 membros nomeados para equilibrar a outra metade eleita pelas assembleias provinciais. As províncias enviaram 98 membros para a capital já que Xinjiang, a 22ª província, ainda não tinha realizado eleições para formar uma assembleia devido ao seu extremo subdesenvolvimento. O Príncipe Chun nomeou apenas 96 membros. No entanto, foram os membros eleitos que dominaram o plenário e cortejaram os nomeados para o seu lado. A Assembleia Nacional instou o Príncipe Chun a acelerar o processo constitucional e a criar um verdadeiro parlamento, pelo que o príncipe respondeu adiando o prazo esperado para 1913. 
O Grande Conselho foi substituído por um Gabinete Imperial liderado pelo Príncipe Qing em 8 de maio de 1911. Isso consternou os constitucionalistas, pois o Gabinete Imperial não era responsável perante a Assembleia Nacional e continha sete parentes imperiais Manchus, com apenas quatro chineses Han entre os seus 13 membros, quebrando uma política de longa data de nomeação de números iguais de ambas as etnias. Mais poder estava concentrado nas mãos da minoria Manchu do que em qualquer outro momento desde os primeiros anos da dinastia. No dia seguinte, o governo anunciou que nacionalizaria as principais ferrovias, política que enfureceu muitos empresários que investiam pesadamente nas ferrovias. Foi-lhes dito que seriam compensados apenas com uma parte do montante investido. Isto alienou muita burguesia e pequena nobreza, que iniciaram o Movimento de Proteção Ferroviária como meio de oposição, ao mesmo tempo que se tornavam dispostos à revolução.
O período viu os revolucionários tentarem várias insurreições para derrubar a dinastia Qing, e houve até uma tentativa de Wang Jingwei de assassinar o príncipe Chun em fevereiro de 1910. O Príncipe Chun não tinha o talento de manobra nem o desejo de poder da Imperatriz Viúva Cixi, e mostrou-se muitas vezes indeciso e provavelmente inadequado para este período conturbado. 
Em 1910, o Príncipe Chun expulsou do Tibete o 13º Dalai Lama, que não retornaria da Índia até 1913, quando o Dalai Lama declarou o Tibete independente. 
Em 10 de outubro de 1911, a Revolta de Wuchang marcou o início da Revolução Xinhai, que visava derrubar a dinastia Qing e acabar com o domínio imperial na China. A corte imperial Qing foi forçada a chamar de volta Yuan Shikai, apesar da profunda aversão do Príncipe Chun por ele, já que Yuan era o único capaz de suprimir a revolução. Yuan tornou-se primeiro-ministro do Gabinete Imperial em 16 de novembro. O príncipe Chun, agora privado de qualquer poder real, renunciou em 6 de dezembro de 1911 e foi substituído por sua cunhada, a imperatriz viúva Longyu, como regente. Ao voltar para casa naquele dia, ele disse à família: “Agora estou de volta à família e finalmente posso cuidar dos meus filhos”. Os três anos de regência foram certamente os mais dolorosos da vida do Príncipe Chun; ele nunca gostou do poder como a imperatriz viúva Cixi ou Yuan Shikai, e testemunhas dizem que ele se sentiu aliviado quando deixou o cargo. 

Sir Reginald Johnston, tutor de Pu Yi, disse que após a nomeação do príncipe como regente já era de conhecimento geral que ele era incapaz para a enorme tarefa que tinha pela frente. Ele afirma que Chun era: 
...Um homem de algumas qualidades amáveis, livre de malícia ou vingança, sociável, tão interessado no drama chinês quanto desinteressado pela política ou pelos assuntos do grande mundo... Ele é bem-intencionado, se esforça em seu lânguido e ineficaz de agradar a todos, não consegue agradar a ninguém, foge da responsabilidade, é totalmente pouco profissional, é desastrosamente deficiente em energia, força de vontade e coragem, e há razões para acreditar que lhe falta coragem física e moral. Ele fica indefeso em caso de emergência, não tem ideias originais e está sujeito a ser influenciado por qualquer pessoa de fala mansa. Depois que ele se tornou regente, porém, a bajulação dos bajuladores tendeu a torná-lo obstinadamente tenaz em suas próprias opiniões, que invariavelmente se revelaram erradas.

## Vida após a Dinastia Qing
Mesmo depois de regressar à vida privada, o Príncipe Chun continuou a ser uma figura respeitada, tanto entre os partidos nacionalistas como, mais tarde, entre os partidos comunistas, que apreciaram a sua saída pacífica do poder e a aceitação da China se tornar uma república. Sun Yat-sen chegou a visitá-lo em Pequim em setembro de 1912, durante a qual felicitou o príncipe Chun, e este último declarou formalmente o seu apoio à República da China. 
Após a morte da Imperatriz Viúva Longyu em 1913, o príncipe Chun foi encarregado da pequena corte imperial que permaneceu em torno de seu filho Pu Yi (não mais um imperador governante), e administrou todos os assuntos da corte até 1924, quando Puyi foi expulso do Cidade Proibida. Em 1917, quando Pu Yi foi brevemente restaurado ao trono pelo senhor da guerra Zhang Xun, o príncipe Chun não desempenhou nenhum papel significativo, já que o slogan de Zhang Xun para a restauração era "Não permitir que os parentes do imperador participem do governo". 
O Príncipe Chun viveu na Residência do Norte em Pequim até 1928. Ele passava a maior parte do tempo na biblioteca lendo livros de história e revistas recém-publicadas. Algum tempo depois de 1911, casou-se com outra esposa, Lady Dengiya, com quem teve vários filhos. Sua principal consorte, Youlan, cometeu suicídio em 1921 ao engolir ópio depois de ser repreendida publicamente pela viúva consorte Duankang (a mulher de maior posição na corte imperial após a morte da imperatriz viúva Longyu em 1913) pela má conduta de seu filho, Pu Yi. 
Em 1928, o príncipe Chun mudou-se para Tianjin, onde viveu nas concessões britânica e japonesa. Em agosto de 1939, ele voltou para a Residência do Norte em Pequim quando Tianjin foi inundada. Durante a Segunda Guerra Sino-Japonesa, o Príncipe Chun foi contra o estabelecimento do estado fantoche japonês de Manchukuo, e alertou Puyi para não se envolver. No entanto, Puyi ignorou seu conselho e foi instalado pelos japoneses como governante fantoche de Manchukuo. O príncipe Chun visitou seu filho três vezes em Manchukuo, mas recusou-se ostensivamente a participar dos assuntos de Estado. Puyi queria que seu pai morasse em Manchukuo, mas seu pai recusou e voltou para Pequim com a desculpa de que estava doente. No final da Segunda Guerra Sino-Japonesa, quando o Exército Nacional Revolucionário recuperou Pequim dos japoneses, uma carta de condolências foi enviada ao Príncipe Chun pelo Município de Pequim em reconhecimento pela sua atitude durante a ocupação japonesa. 
Após o fim da Guerra Civil Chinesa em 1949 e o Partido Comunista estabelecer a República Popular da China, o Príncipe Chun foi tido em alta conta pelos membros do partido. No entanto, seu filho Pu Yifoi detido e encarcerado por dez anos. O Príncipe Chun vendeu a Residência do Norte ao governo devido a dificuldades financeiras. Ele também doou sua biblioteca e coleção de arte para a Universidade de Pequim, e prestou ajuda humanitária às vítimas das enchentes do rio Huai em 1950. 
O Príncipe Chun morreu em 3 de fevereiro de 1951 em Pequim. Muitos de seus descendentes residiram ou residem em Pequim até hoje, incluindo Jin Youzhi, Jin Yuzhang e Jin Yulan. Muitos mudaram o nome do clã Manchu, Aisin Gioro, para um sobrenome chinês Jin (金), que significa "ouro" ("Aisin" também significa "ouro" em Manchu). 

## Nomes e títulos
- Nomes:
  - Nome do clã/nome de família: Aisin Gioro (chinês tradicional: 愛新覺羅, chinês simplificado: 爱新觉罗, pinyin: Àixīnjuéluó)
  - Nome pessoal: Zaifeng (chinês tradicional: 載灃, chinês simplificado: 载沣, pinyin: Zǎifēng, Wade–Giles: Tsai-feng)
  - Nome de cortesia: Bohan (chinês: 伯涵, pinyin: Bóhán) ou Yiyun (chinês tradicional: 亦雲, chinês simplificado: 亦云, pinyin: Yìyún)
  - Pseudônimo: Jingyun (chinês tradicional: 靜雲, chinês simplificado: 静云, pinyin: Jìngyún, lit. ‘Nuvem Silenciosa’). Em sua velhice, ele escolheu um novo pseudônimo, Shupi (chinês tradicional: 書癖, chinês simplificado: 书癖, pinyin: Shūpǐ, lit. ‘Entusiasta de Livros’).
- Títulos:
  - Príncipe Chun de Primeira Classe (chinês tradicional: 醇親王, chinês simplificado: 醇亲王, pinyin: Chún Qīnwáng), simplificado para Príncipe Chun (ou Príncipe Ch'un em Wade–Giles). Zaifeng manteve este título de 1891 até a queda da Dinastia Qing em 1911.
  - Príncipe Regente (chinês tradicional: 攝政王, chinês simplificado: 摄政王, pinyin: Shèzhèng Wáng)
- Outras referências:
  - Zai Jingyun (chinês tradicional: 載靜雲, chinês simplificado: 载静云, pinyin: Zǎi Jìngyún)

## Família
Consorte Primária

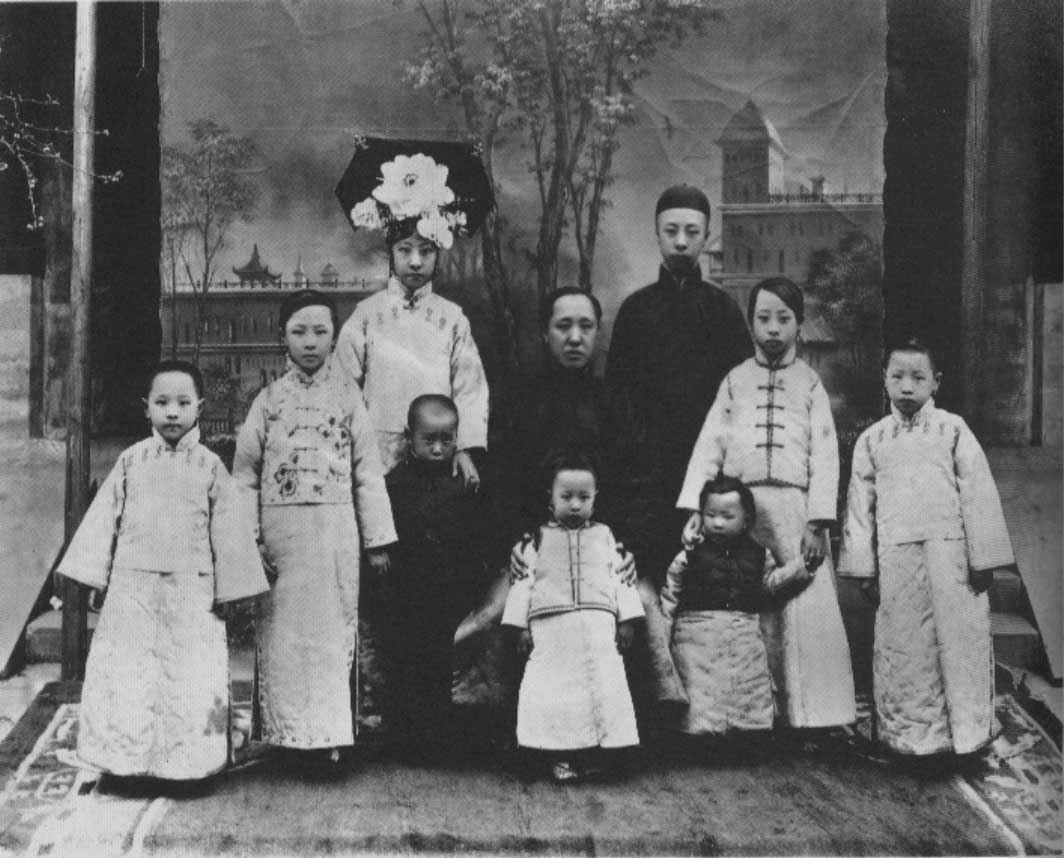
Família de Zaifeng, Príncipe Chun

Youlan, Princesa Imperial Consorte Chun do clã Gūwalgiya (亲王福晋 瓜爾佳氏; 1884 – 30 de setembro de 1921), prima em sexto grau cinco vezes removida
- Pu Yi,o Imperador Xuantong (宣統皇帝 溥儀; 7 de fevereiro de 1906 - 17 de outubro de 1967), primeiro filho
- Pujie (溥傑; 16 de abril de 1907 – 28 de fevereiro de 1994), segundo filho
- Primeira filha (1909–1925), nome pessoal Yunying (韞瑛)
  - Casou-se com Runliang (潤良; 1904–1925) do clã Daur Gobulo (郭布羅)
- Segunda filha (1911–2001), nome pessoal Yunhe (韞和)
  - Casou-se com Zheng Guangyuan (鄭廣元) e teve filhos (um filho, três filhas)
- Terceira filha (1913–1992), nome pessoal Yunying (韞穎)
  - Casou-se com Runqi (潤麒; 1912–2007) do clã Daur Gobulo (郭布羅) em 1931 e teve filhos (dois filhos, uma filha)

Consorte Secundária
Consorte secundária, do clã Denggiya (側福晉 鄧佳氏; 1896–1942)
- Quarta filha (1914–2003), nome pessoal Yunxian (韞嫻)
  - Casou-se com Qifan (琪璠) do clã Harqin (喀喇沁) Zhao (趙) e teve filhos (um filho, uma filha)
- Puqi (溥倛; 14 de outubro de 1916 – 25 de setembro de 1918), terceiro filho
- Quinta filha (1917–1998), nome pessoal Yunxin (韞馨)
  - Casou-se com Wan Jiaxi (萬嘉熙) e teve filhos (três filhos, uma filha)
- Puren (溥任; 21 de setembro de 1918 – 10 de abril de 2015), fourth son
- Sexta filha (1919–1982), nome pessoal Yunyu (韞娛)
  - Casou-se com Ailan (愛蘭; 1921–2005) do clã Manchu Wang em 1943 e teve filhos (um filho, quatro filhas)
- Sétima filha (11 de setembro de 1921 – 9 de agosto de 2004), nome pessoal Yunhuan (韞歡)
  - Casou-se com Qiao Hongzhi (喬宏志; 1919–1960) em 12 de fevereiro de 1950 e teve filhos (dois filhos, uma filha)

## Ancestralidade
|  |                                                |  |  |  |  |  |  |  |  |  |  |  |  |  |  |  |
|  | Imperador Qianlong (1711–1799)                 |  |  |  |  |  |  |  |  |  |  |  |  |  |  |  |
|  |                                                |  |  |  |  |  |  |  |  |  |  |  |  |  |  |  |
|  |                                                |  |  |  |  |  |  |  |  |  |  |  |  |  |  |  |
|  | Imperador Jiaqing (1760–1820)                  |  |  |  |  |  |  |  |  |  |  |  |  |  |  |  |
|  |                                                |  |  |  |  |  |  |  |  |  |  |  |  |  |  |  |
|  |                                                |  |  |  |  |  |  |  |  |  |  |  |  |  |  |  |
|  | Imperatriz Xiaoyichun (1727–1775)              |  |  |  |  |  |  |  |  |  |  |  |  |  |  |  |
|  |                                                |  |  |  |  |  |  |  |  |  |  |  |  |  |  |  |
|  |                                                |  |  |  |  |  |  |  |  |  |  |  |  |  |  |  |
|  | Imperador Daoguang (1782–1850)                 |  |  |  |  |  |  |  |  |  |  |  |  |  |  |  |
|  |                                                |  |  |  |  |  |  |  |  |  |  |  |  |  |  |  |
|  |                                                |  |  |  |  |  |  |  |  |  |  |  |  |  |  |  |
|  | He'erjing'e                                    |  |  |  |  |  |  |  |  |  |  |  |  |  |  |  |
|  |                                                |  |  |  |  |  |  |  |  |  |  |  |  |  |  |  |
|  |                                                |  |  |  |  |  |  |  |  |  |  |  |  |  |  |  |
|  | Imperatriz Xiaoshurui (1760–1797)              |  |  |  |  |  |  |  |  |  |  |  |  |  |  |  |
|  |                                                |  |  |  |  |  |  |  |  |  |  |  |  |  |  |  |
|  |                                                |  |  |  |  |  |  |  |  |  |  |  |  |  |  |  |
|  | Lady Wanggiya                                  |  |  |  |  |  |  |  |  |  |  |  |  |  |  |  |
|  |                                                |  |  |  |  |  |  |  |  |  |  |  |  |  |  |  |
|  |                                                |  |  |  |  |  |  |  |  |  |  |  |  |  |  |  |
|  | Yixuan (1840–1891)                             |  |  |  |  |  |  |  |  |  |  |  |  |  |  |  |
|  |                                                |  |  |  |  |  |  |  |  |  |  |  |  |  |  |  |
|  |                                                |  |  |  |  |  |  |  |  |  |  |  |  |  |  |  |
|  | Bailu                                          |  |  |  |  |  |  |  |  |  |  |  |  |  |  |  |
|  |                                                |  |  |  |  |  |  |  |  |  |  |  |  |  |  |  |
|  |                                                |  |  |  |  |  |  |  |  |  |  |  |  |  |  |  |
|  | Lingshou (1788–1824)                           |  |  |  |  |  |  |  |  |  |  |  |  |  |  |  |
|  |                                                |  |  |  |  |  |  |  |  |  |  |  |  |  |  |  |
|  |                                                |  |  |  |  |  |  |  |  |  |  |  |  |  |  |  |
|  | Nobre Consorte Imperial Zhuangshun (1822–1866) |  |  |  |  |  |  |  |  |  |  |  |  |  |  |  |
|  |                                                |  |  |  |  |  |  |  |  |  |  |  |  |  |  |  |
|  |                                                |  |  |  |  |  |  |  |  |  |  |  |  |  |  |  |
|  | Lady Weng                                      |  |  |  |  |  |  |  |  |  |  |  |  |  |  |  |
|  |                                                |  |  |  |  |  |  |  |  |  |  |  |  |  |  |  |
|  |                                                |  |  |  |  |  |  |  |  |  |  |  |  |  |  |  |
|  | Zaifeng (1883–1951)                            |  |  |  |  |  |  |  |  |  |  |  |  |  |  |  |
|  |                                                |  |  |  |  |  |  |  |  |  |  |  |  |  |  |  |
|  |                                                |  |  |  |  |  |  |  |  |  |  |  |  |  |  |  |
|  | Deqing                                         |  |  |  |  |  |  |  |  |  |  |  |  |  |  |  |
|  |                                                |  |  |  |  |  |  |  |  |  |  |  |  |  |  |  |
|  |                                                |  |  |  |  |  |  |  |  |  |  |  |  |  |  |  |
|  | Cuiyan (1866–1925)                             |  |  |  |  |  |  |  |  |  |  |  |  |  |  |  |
|  |                                                |  |  |  |  |  |  |  |  |  |  |  |  |  |  |  |
|  |                                                |  |  |  |  |  |  |  |  |  |  |  |  |  |  |  |